# Preganziol
Preganziol est une commune italienne de la province de Trévise dans la région Vénétie en Italie.

## Administration
| Période                                  | Période | Identité | Étiquette | Qualité |
| ---------------------------------------- | ------- | -------- | --------- | ------- |
|                                          |         |          |           |         |
| Les données manquantes sont à compléter. |         |          |           |         |

### Hameaux
Frescada, San Trovaso, Sambughè, Boschetta, Settecomuni

### Communes limitrophes
Casale sul Sile, Casier (Italie), Mogliano Veneto, Trévise, Zero Branco